# Shovel Knight
Shovel Knight es un juego de plataformas 2D de 2014 desarrollado y publicado por la compañía de videojuegos independiente Yacht Club Games. El juego fue originalmente lanzado para Microsoft Windows, Nintendo 3DS, y Wii U, y ports (adaptaciones del software original para sistemas de cómputo diferentes) del juego para Mac OS X y Linux salieron posteriormente. Ports para PlayStation 3, PlayStation 4, y PlayStation Vita fueron lanzados en 2015. Shovel Knight intenta imitar un estilo de juego y gráficos similares a aquellos vistos en juegos desarrollados para el Nintendo Entertainment System y por esto recibió críticas favorables, fue nominado y ganó varios premios anuales de videojuegos.

## Jugabilidad
Shovel Knight es un juego de plataformas 2D presentado en gráficos 8-bit (pero luce muy similar a los 16-bit) en donde los jugadores controlan al protagonista de nombre epónimo, quien recolecta tesoros y pelea contra la Order of No Quarter. Las principales formas de ataque de Shovel Knight son su pala, que usa para atacar de frente a sus enemigos y para desenterrar tesoros, o apuntar hacia abajo mientras salta para rebotar en los enemigos, de forma similar al salto pogo de DuckTales. Al encontrar al vendedor escondido en la mayoría de los niveles, el jugador tiene la elección de comprar accesorios que tienen la posibilidad ser usados con una cantidad limitada de magia. Estos incluyen proyectiles de largo rango, guantes capaces de golpear a través de bloques de tierra, y un manto que hace invencible al jugador por un breve periodo. 
Además de la misión principal de pelear a través de cada nivel y derrotar al jefe al final para progresar a través del mapa del mundo, a los jugadores se les incita el recolectar tantos tesoros como les sea posible. Los tesoros pueden ser obtenidos derrotando enemigos, encontrando cofres, cavando por las paredes, y encontrando páginas de notas que también desbloquean pistas de música. El dinero obtenido puede ser gastado en las aldeas en diferentes objetos, como mejoras de vida y magia, los accesorios en venta, y mejoras de armadura y de pala que otorgan poderes de bonificación. A pesar de que el jugador tiene vidas infinitas, el morir provocará que pierda algo de dinero, sin embargo, es posible recuperarlo recolectando los sacos voladores que aparecen alrededor de donde murió por última vez. Para añadir reto, los jugadores también pueden decidir destruir checkpoints para conseguir más tesoros con el riesgo de ser regresados más lejos si es que llegaran a morir.
El completar el juego abre un modo New Game +, en donde aumenta la dificultad general del juego al hacer a los enemigos más difíciles de vencer y haciéndolos capaces de causar mayor daño, pero también permite al jugador guardar cualquier mejor de vida y magia recolectados durante la primera partida completada. Existe igualmente un sistema de contraseñas que permite a los jugadores introducir códigos para desbloquear diversos cheats.

### Características exclusivas por versión
Hay algunas características de jugabilidad únicas para ciertas versiones del juego. Tanto la versión de Nintendo 3DS como la versión de Wii U permiten a los jugadores usar sus respectivas pantallas táctiles para cambiar entre accesorios sin necesidad de pausar el juego. La versión de Nintendo 3DS se distingue por un modo exclusivo conocido como Arena de "StreetPass". Esto involucra que el jugador grabe una breve sección de movimiento, la cual se distribuye a otros jugadores por medio de StreetPass, donde pueden pelear contra el personaje grabado de ese jugador. Además, un Amiibo de Shovel Knight fue lanzado en 2015 que desbloquea el modo cooperativo que es exclusivo de la versión de Wii U, el Amiibo también desbloqueará armamento personalizable y nuevos niveles de desafío en las versiones de 3DS y de Wii U. Las versiones de PlayStation incluirán una batalla de jefe exclusiva contra Kratos de God of War, mientras que la versión de Xbox One incluirá a los Battletoads.

## Historia
Previo al juego, los aventureros Shovel Knight y Shield Knight viajaron juntos a través del mundo, pero mientras exploraban la Torre del Destino, un amuleto maldito se apoderó de Shield Knight y dejó a Shovel Knight fuera de la, ahora sellada, Torre del Destino. Afligido por su querida, Shovel Knight abandona las aventuras y se aísla a sí mismo. Durante su ausencia, la Hechicera sube al poder, propagando maldad a través de la tierra. Al escuchar que la hechicera ha quitado el sello de la Torre del Destino, Shovel Knight empieza su misión hacia ella, esperando encontrar y rescatar a Shield Knight. Para lograr esto, Shovel Knight debe luchar contra los miembros de "The Order of No Quarter," quienes han sido enviados por la Hechicera para impedir que lo logre.
Hay ocho miembros de la Orden: King Knight, Specter Knight, Treasure Knight, Mole Knight, Plague Knight, Polar Knight, Propeller Knight y Tinker Knight. Posteriormente, del rival de Shovel Knight, Black Knight, intenta mantener a Shovel Knight fuera del alcance de la Torre del Destino. Después de derrotar a cada miembro de la Orden, Shovel Knight llega a la Torre del Destino, donde se enfrenta de nuevo contra Black Knight. 
Al ascender por la torre, Shovel Knight cae inconscientemente en medio de los miembros de la Orden mientras estos cenaban. Ellos exigen la revancha, y Shovel Knight se enfrenta en duelo contra cada uno de los caballeros sobre la mesa del banquete. Al conseguir la victoria sobre ellos una vez más, Shovel Knight puede ayudarlos, tirando de la cadena a la que se aferran  los caballeros derrotados.
Al llegar a la cima, Shovel Knight encuentra a la Hechicera y lucha contra ella. Consigue exorcizar al espíritu maligno, convirtiéndola de nuevo en Shield Knight. Después de ser separada de Shield Knight, la Hechicera se transforma en un espíritu poderoso al que Shovel Knight y Shield Knight derrotan juntos. El espectro, en una desesperada maniobra final, intenta matar a los dos caballeros, pero Shield Knight lo mantiene bajo control mientras Black Knight llega y se lleva al herido Shovel Knight a un lugar seguro.
Después una secuencia pre-créditos muestra a Black Knight dejando a un inconsciente Shovel Knight junto a una fogata, luego se retira completando así su promesa a Shield Knight de salvarlo, antes de mostrar la suerte eventual de los miembros de la Orden. Una escena poscréditos muestra a Shield Knight, quien logró escapar de la destrucción de la torre, cojeando hacia la fogata antes de acostarse junto a Shovel Knight mientras este duerme.

## Desarrollo y lanzamiento
Shovel Knight es el primer videojuego desarrollado por Yacht Club Games, dirigido por Sean Velasco. Velasco ha declarado que tomó inspiración en gran forma de juegos como NES, específicamente de Castlevania III: Dracula's Curse, DuckTales, Super Mario Bros. 3, y los títulos de Mega Man. Shovel Knight también se inspira en U.N. Squadron y Dark Souls. El juego fue anunciado el 13 de marzo de 2013, junto a una campaña de Kickstarter para financiar el desarrollo, con una meta mínima de financiamiento de $75,000. La campaña consiguió su meta a finales de marzo y continuó para recolectar un total de $311,502, completando así todas las metas adicionales anunciadas con el fin de implementar características extras, a su término el día 13 de abril.
Shovel Knight estaba originalmente programado para su lanzamiento en septiembre de 2013, pero fue retrasado a principios del 2014. Después de varios retrasos, Yacht Club Games anunció el 5 de junio que el juego sería lanzado el 26 de junio de 2014.
Las características extras obtenidas a través de las metas adicionales de Kickstarter incluyen un modo de batalla para cuatro jugadores, un modo reto basado en misiones, un modo adicional que intercambia el género de todos los personajes, así como campañas de historia jugables para tres de los jefes. Estas características se agregarán como actualizaciones gratuitas al juego en un futuro. Para promover la campaña de Kickstarter, Yacht Club distribuyó copias de su demo inicial mostrado en Penny Arcade Expo a algunas personalidades importantes de los videojuegos en YouTube, incluyendo Two Best Friends Play y Game Grumps. Algunos personajes de Shovel Knight aparecerán como personajes jugables en otros títulos independientes como Road Redemption, Creepy Castle, y Hex Heroes.
Shovel Knight incluye una banda sonora chiptune escrita por Jake Kaufman, con dos contribuciones de la compositora de Mega Man, Manami Matsumae. La banda sonora fue lanzada para descarga por medio de Bandcamp el mismo día que el juego, así como un álbum por separado que incluía varias adaptaciones de las pistas del mismo.
En la primera PlayStation Experience anual el 6 de diciembre de 2014, Shovel Knight fue anunciado para las consolas PlayStation 3, PlayStation 4, y PlayStation Vita por medio de la tienda PlayStation Network en abril de 2015. Las versiones de PlayStation incluirán una batalla especial de jefe contra el personaje invitado a Kratos de la serie God of War.
En marzo de 2015, Yacht Club reveló la primera campaña de historia adicional, Shovel Knight: Plague of Shadows, en dónde se les permite a los jugadores controlar al personaje jefe Plague Knight. Plague of Shadows será lanzado como una actualización gratuita para el juego en el segundo cuarto de 2015. Campañas para Specter Knight y King Knight han sido planeadas de igual forma.
El 3 de marzo de 2015, en la Game Developers Conference Microsoft anunció que Shovel Knight tendrá un lanzamiento en Xbox One, incluyendo como invitados exclusivos a los Battletoads.
El 27 de agosto de 2015, Nintendo reveló que el Amiibo de Shovel Knight, con el que ya se especulaba anteriormente, era real y sería lanzado ese mismo año.

## Acogida
Shovel Knight recibió reconocimiento por parte de los críticos. Los sitios acumuladores de reseñas GameRankings y Metacritic le otorgaron a la versión de 3DS un calificación de 93.67% basada en 6 reseñas y 90/100 basada en 9 reseñas, a la versión de Wii U 89.98% basada en 21 reseñas y 88/100 basada en 24 reseñas y a la versión de Microsoft Windows 87.11% basada en 28 reseñas y 85/100 basada en 46 reseñas.
Kotaku lo incluyó en su artículo "Los 22 Juegos Mejor Calificados Que No Tienen Secuela (Aún)" en 2014 por su alta calificación en Metacritic. El editor de IGN, Colin Moriarty le otorgó al juego una calificación de 9/10, llamándolo "discutiblemente el mejor juego de 2014 hasta ahora." Infendo.com lo llamó "un brillante tributo a una era pasada, e igualmente un juego cautivador e inovativo" y Nintendo Life elogió los "excelentes controles, hermosos gráficos, increíble banda sonora y adorables personajes ... diseño de niveles de primera, jugabilidad variada, cuartos ocultos, retos adicionales y un sistema de combate engañosamente abundante." de la versión de 3DS.
Ben "Yahtzee" Croshaw de Zero Punctuation, reseñó el juego favorablemente, elogiando principalmente la narración a través de la jugabilidad y la dificultad la cual le recordó a la manera en que Dark Souls utiliza estos elementos. De igual forma hizo notar que a pesar de que algunas personas "tachen [el juego] como 'carnada de nostalgia'", él "nunca tuvo un NES, así que si me gusta Shovel Knight, no es debido a la nostalgia solamente".
Incluyendo a los patrocinadores de la campaña en Kickstarter, Shovel Knight vendió 180,000 copias a un mes del lanzamiento norteamericano. 49,000 de esas copias fueron vendidas en Wii U, 59,000 en 3DS, y 66,000 en Steam. Para el 4 de diciembre de 2014, había vendido más de 300,000 a través de todas las plataformas.

### Premios
| Año  | Premios                                   | Categoría                                     | Resultado | Ref.   |
| ---- | ----------------------------------------- | --------------------------------------------- | --------- | ------ |
| 2014 | The Game Awards                           | Mejor Juego Independiente                     | Ganador   | [ 38 ] |
| 2014 | GameSpot's Game of the Year               | Juego del Año de 3DS                          | Nominado  | [ 39 ] |
| 2014 | GameSpot's Game of the Year               | Mejor Juego del Año                           | Nominado  | [ 40 ] |
| 2014 | GameSpot's Game of the Year               | Juego del Año de Wii U                        | Nominado  | [ 41 ] |
| 2014 | Giant Bomb's 2014 Game of the Year Awards | Mejor Debut                                   | Nominado  | [ 42 ] |
| 2014 | Giant Bomb's 2014 Game of the Year Awards | Mejor Juego                                   | Nominado  | [ 43 ] |
| 2014 | Giant Bomb's 2014 Game of the Year Awards | Mejor Música                                  | Nominado  | [ 44 ] |
| 2014 | Nintendo Life's Reader Awards 2014        | Mejor Juego del Año de la eshop de 3DS        | Ganador   | [ 45 ] |
| 2014 | Nintendo Life's Reader Awards 2014        | Mejor Juego del Año de la eshop de Wii U      | Ganador   | [ 45 ] |
| 2014 | Nintendo Life's Staff Awards 2014         | Mejor Juego del Año de la eshop de 3DS        | Ganador   | [ 46 ] |
| 2014 | Nintendo Life's Staff Awards 2014         | Mejor Juego del Año de la eshop de Wii U      | Ganador   | [ 46 ] |
| 2015 | IGN's Best of 2014                        | Mejor Juego de 3DS                            | Ganador   | [ 47 ] |
| 2015 | IGN's Best of 2014                        | Mejor Música                                  | Ganador   | [ 48 ] |
| 2015 | IGN's Best of 2014                        | Mejor Juego                                   | Nominado  | [ 49 ] |
| 2015 | IGN's Best of 2014                        | Mejor Juego de Plataformas                    | Ganador   | [ 50 ] |
| 2015 | IGN's Best of 2014                        | Mejor Juego de Plataformas - Elección Popular | Ganador   | [ 50 ] |
| 2015 | IGN's Best of 2014                        | Mejor Juego de Wii U                          | Nominado  | [ 51 ] |